# Die große Ekstase des Bildschnitzers Steiner
Die große Ekstase des Bildschnitzers Steiner ist ein für die ARD produzierter Dokumentarfilm von Werner Herzog aus dem Jahr 1974. Der Film porträtiert den Schweizer Skispringer Walter Steiner und begleitet ihn an die KOP-Skiflugwoche 1974 auf der Schanze Letalnica bratov Gorišek in Planica. Herzog selbst erachtet diesen Film als einen der wichtigsten seiner Filme.

## Inhalt
Der Film beginnt mit einer Einstellung, die einen Sprung Walter Steiners in Zeitlupe zeigt. Danach wird Steiner in seiner Holzwerkstatt bei der Arbeit an einem Kunstobjekt gezeigt, und es folgen weitere Aufnahmen von Skisprüngen in Zeitlupe, die diesmal jedoch mit Stürzen enden. Anschließend wird Steiners Sprung bei der Eröffnung der großen Flugschanze in Oberstdorf gezeigt. Steiner erreicht eine Weite von 179 Metern. Herzog betont dabei die Lebensgefahr, in die sich Skispringer begeben, und sieht das Skispringen im Angesicht der Gefahr an der Grenze zur Unmenschlichkeit. Er filmt Steiner auch am Rande des Tourneespringens in Oberstdorf 1973 und legt dar, dass sich der Schweizer erst zwei Wochen zuvor bei einem Sturz eine leichte Gehirnerschütterung und eine angebrochene Rippe zuzog. Außerdem musste er sich bei der vorangegangenen Skiflug-WM Hans-Georg Aschenbach geschlagen geben. Steiner zieht in Oberstdorf daher keinerlei Aufmerksamkeit auf sich.
Am 15. März war der erste Trainingstag der Skiflugwoche in Planica. Steiner verspürt vor seinem Sprung ein Unbehagen, weil der Anlauf für den Sprung sehr hoch angesetzt ist und die Gefahr besteht, dass er wie im vorherigen Sprung zu weit springt. Steiner beschließt, vorsichtig zu springen. Er landet bei seinem Sprung allerdings im Auslaufradius, bei einer Weite von 169 Metern und damit vier Meter über damals bestehendem Schanzenrekord. Zugleich stellt er den bestehenden Skiflugweltrekord ein. Steiner brüskiert sich über die Veranstalter, die seiner Ansicht die Luke zu hoch angesetzt hätten. Der Anlauf wird für den zweiten Trainingssprung um eine Luke gekürzt. Steiner steigert sich dennoch auf 177 Meter, stürzt aber bei der Landung. Mit blutigem Gesicht geht er ins Lazarettzelt und kritisiert abermals die Veranstalter dafür, dass sie ihn springen ließen. Er moniert verzweifelt, dass man ihm nicht glaube, dass der Anlauf zu weit sei und betont wie schön es wäre, wenn man auf ihn hörte. Laut Herzog sagt er dann noch: „Ich komme mir vor wie in einer Arena und Fünfzigtausend warten darauf, dass ich zerschelle.“ Nach längerem Überlegen entschließt sich Steiner dazu, weiter zu springen, weil er sonst wohl für immer Angst davor haben würde. Mit seinem dritten Versuch kommt er auf 166 Meter.
Am ersten offiziellen Wettkampftag startet Steiner freiwillig eine Luke tiefer als seine Konkurrenten. Er springt 135 Meter weit. Am zweiten Wettkampftag liegt Steiner insgesamt souverän in Führung. Er springt an diesem Tag auf 166 Meter und konstatiert, dass sein Sprung erneut grenzwertig war. Er erhält für den Versuch erstmals in seiner Laufbahn dreimal die Bestnote. Obschon Steiners Sprung wieder zu weit ging, wird der Anlauf dennoch verlängert und die Spuren für die Skier mit Alufolie gegen die Sonne abgedeckt, um sie schnell zu halten. Steiner startet zwei Luken unter seinen Konkurrenten und kommt auf 154 Meter. Er bringt etwas sarkastisch die Hoffnung zum Ausdruck, sein Sprung sei den Erwartungen des jugoslawischen Publikums gerecht geworden. Steiner gewinnt schließlich den Wettkampf mit einem Vorsprung zu seinen Konkurrenten, den es bis dato nie gegeben hat. Die Siegerehrung wird gezeigt.
Über den Film verteilt wird eine Aufnahme Steiners beim Eisfischen gezeigt. In diesen Szenen reflektiert er zunächst die Gefahren des Skispringens. Er geht davon aus, dass die Anlaufgeschwindigkeit der Skispringer zu seiner Zeit ihre Grenze des Machbaren bereits erreicht hätte. Das Gefühl unmittelbar vor einem Sprung bezeichnet er als Respekt vor der Anlage, nicht aber als Angst. Er bringt seinen Wunsch zum Ausdruck, lieber wieder von kleineren Schanzen zu springen. Außerdem erzählt Steiner, dass er in seiner Kindheit stets vom Fliegen geträumt hat. Er berichtet von einem Traum, in dem er über die Piste hinaus und noch weiter über die Hänge fliegt, bis er sanft landet. In diesem Traum fliegt er wie in Zeitlupe. Während seiner Erzählung wird einer seiner Sprünge in Zeitlupe gezeigt. Er erzählt noch eine weitere Anekdote aus seiner Kindheit: Er fand einen Raben und zog diesen mit Brot und Milch auf, bis er fliegen konnte. Wann immer der Rabe Steiner sah, flog er auf ihn zu. Allerdings verlor der Rabe irgendwann immer mehr Federn und konnte nicht mehr fliegen. Andere Raben quälten ihn. Aus Mitleid erschoss Steiner den Raben letztlich.
In der letzten Sequenz ist abermals ein Sprung Steiners in Zeitlupe zu sehen. Über diese Aufnahme wird ein leicht verändertes Zitat von Robert Walser eingeblendet, das seiner Kurzgeschichte Helblings Geschichte entnommen ist. Anstelle des Namens des Ich-Erzählers Helbling in Walsers Geschichte hat Herzog hier den Namen Steiner eingesetzt:
„Ich sollte eigentlich ganz allein auf der Welt sein, ich, Steiner, und sonst kein anderes lebendes Wesen. Keine Sonne, keine Kultur, ich nackt auf einem hohen Fels, kein Sturm, kein Schnee, keine Straßen, keine Banken, kein Geld, keine Zeit und kein Atem. Ich würde dann jedenfalls keine Angst mehr haben“.

## Darstellung
Der Handlungsstrang des Films, Steiners Weg vom Training bis zum Sieg, wird immer wieder von Zeitlupenaufnahmen von Sprüngen und Stürzen unterbrochen. Die Verwendung der Zeitlupe ist ein wichtiges Element in Herzogs Dokumentarfilm. Die Zeitlupenaufnahmen wurden mit Highspeedkameras eingefangen, welche Bewegungsabläufe mit 10- bis 20facher Verzögerung wiedergeben. Diese Aufnahmen werden meist mit Musik der Band Popol Vuh unterlegt.
Ferner wird der Handlungsstrang durch eine Einstellung unterbrochen, die Steiner beim Eisfischen zeigt, während er über das Skispringen und seine Kindheit reflektiert. Die Einstellung ist dreigeteilt und wird zu verschiedenen Zeitpunkten des Films gezeigt. Der erste Teil wird am Anfang gezeigt, der zweite am Ende des ersten Viertels und der letzte am Ende des Films.
Herzog tritt stellenweise selbst als Reporter vor der Kamera in Erscheinung, außerdem kommentiert er das Geschehen aus dem Off. Er gibt dabei Informationen über Steiner oder das Skifliegen, aber auch Wertungen ab. So präsentiert Herzog Steiner in einer Szene, in der Trainingssprünge im österreichischen Bad Aussee gezeigt werden, etwa als eine absolute Ausnahmeerscheinung unter Skispringern und bekundet seine Wertschätzung für ihn; Steiner sei der größte Skiflieger, den es jemals gegeben habe. Den Sprung am zweiten Wettkampftag bezeichnet er in einem Kommentar aus dem Off als den „vermutlich vollendetsten Sprung in der Geschichte des Skifliegens überhaupt.“

## Rezeption
Gelobt wird der Dokumentarfilm häufig aufgrund der häufig eingesetzten Methode der Darstellung von Sprüngen und Stürzen in Zeitlupe, die bezeichnend für den Stil des Films ist. So wird der Einsatz der Zeitlupe im Film etwa als Möglichkeit erachtet, „die beengende logische Mechanik der Welt zu überlisten“ und einem Skisprung „seine eigentliche Dauer zurück[zugeben]“. In dieser Interpretation wird Steiner als Visionär und Träumer charakterisiert, die Erfüllung seiner Sehnsüchte aber erlange er nur durch das stetige Risiko, bei einem Sturz zu sterben. Dies wird als Legitimation erachtet, dass derart viele Stürze in Zeitlupe gezeigt werden, zumal diese Einstellungen den Zuschauer „die Herausforderung des Todes“ erleben ließe. Die letzte Einstellung in Zeitlupe, ein Sprung Steiners, wird jedoch als Rückkehr in die Realität gesehen: „Steiner verschwimmt zu einem winzigen Strichmännchen vor einem unendlich weißen Hintergrund. Es ist der auf seine wirkliche Größe zurückgeführte Mensch und gleichzeitig ein in die Unendlichkeit eingehender Walter Steiner.“
Jürgen Theobaldy sieht im Einsatz der Zeitlupe ferner die Intention Herzogs, Gewohntes zu verfremden. So wiesen die Zeitlupenaufnahmen nicht nur einen dokumentarischen Charakter auf, sie bewirkten zudem auch eine ästhetische Verfremdung: „Pflanzenhaft geschmeidig schlängelt sich ein Körper über den Schnee, und während man noch auf die weichen, zerfließenden Bewegungen starrt, womit Arme und Beine den Leib umschlingen, sich lösen und ihn wieder umschlingen, weiß jeder, daß er einem schweren Unfall zusieht. Diese Spannung erzeugt […] einen sachten Schock. Es ist jener, bei dem man erkennt, daß man auf eine solche Unterbrechung des Flugspektakels gewartet hat.“
Kraft Wetzel bescheinigt den Zeitlupenaufnahmen allerdings einen künstlich aufbauschenden Charakter: Diese ließen „das Skifliegen in einem Maße als gefährlich erscheinen, das weit über Steiners knappe Bemerkungen“ hinausginge. Die Zeitlupenaufnahmen würden zudem „den schmächtigen zurückhaltenden“ Steiner vor der von ihnen erzeugten „emotionalen Kulisse aus Gefahr und Angst“ durch die Verwendung von „einander überbietenden Superlativen“ zum Superstar stilisieren. Gemeint mit diesen Superlativen sind etwa Herzogs im Film vorgetragenes Lob an Steiner: „Für mich persönlich ist er der größte Skiflieger, den es je gegeben hat.“
Eine verzerrte Darstellung der Persönlichkeit Steiners will auch Theobaldy im Film ausgemacht haben. Er wirft Herzog hier eine ideologische Voreingenommenheit vor: Theobaldy zufolge stilisiert Herzog „den eher bescheidenen, sich seiner Gefahren und Grenzen durchaus bewußten Walter Steiner zu einem heroischen Skiflieger. Herzog macht ihn zu einem Abkömmling seiner titanischen Spielfilmhelden und zeigt sich gegenüber diesem Sportler als ein raunender Beschwörer des Superlativs. […] Steiner, dem es wichtiger ist, ohne Angst zu springen als einen Titel zu gewinnen, bleibt nicht nur ein Fremdling in diesem Wettbewerb, sondern auch in diesem Film, unbegriffen von seinen Sportskameraden, von den Zuschauern, den Funktionären und auch von Herzog, der hier kaum kontrolliert das Raster seiner Weltsicht über die Person Steiners legt.“
Eine konträre Meinung dazu bietet das Lexikon des internationalen Films, welches keine verzerrte Darstellung von Steiners Persönlichkeit sieht: „Der Sportler erscheint nicht als Star, sondern als Mensch, der mit den Erwartungen, die an ihn gestellt werden, und mit seinen eigenen Vorstellungen fertig werden muß. Bestechend durch das Zusammenspiel aus eindrucksvollen Bildern des Skiflugs, der Musik und des raunenden Kommentars, der auf die „Ekstase“ des Skifliegers Steiner abhebt.“
Wetzel, der die große Ekstase des Bildschnitzers Steiner in den Kontext zu Herzogs vorherigen Filmen setzt, erachtet diesen Film resümierend als ein „höchst persönliches Werk, als Neuformulierung jenes trotzig-titanischen Aufbäumens gegen die Welt, das Herzogs Spielfilme leitmotivisch durchzieht und hier erstmals auf eine authentische Person projiziert […].“

## Produktion
Die große Ekstase des Bildschnitzers Steiner ist ein Beitrag zur ARD-Reihe „Grenzstationen“ und wurde erstmals am 2. Februar 1975 im Fernsehen ausgestrahlt. Ursprünglich hatte der Film eine Länge von einer Stunde, da er allerdings an das Format der „Grenzstationen“ Reihe angepasst werden musste, kürzte Herzog ihn um 15 Minuten. Gedreht wurde von September 1973 bis März 1974, vornehmlich in Steiners Herkunftsort Wildhaus (Schweiz), in Oberstdorf (Deutschland), Bad Aussee (Österreich) und in Planica (ehem. Jugoslawien). Die Kosten des Films beliefen sich auf 50.000 DM.

## Auszeichnung
- Großer Preis der Internationalen Sportfilmtage 1975[9]